# HMS Illustrious (R06)
La quinta HMS Illustrious (R06) della Royal Navy era una portaerei classe Invincible, affettuosamente chiamata Lusty dal suo equipaggio. È diventata la nave ammiraglia della flotta il 4 agosto 2005 dopo la radiazione del servizio della sua nave sorella HMS Invincible.

## Servizio
Venne impostata a Swan Hunter sul fiume Tyne nel 1976 e varata nel 1981. Verso la fine del suo allestimento scoppiò la Guerra delle Falkland. In conseguenza di ciò i lavori di completamento vennero grandemente accelerati, anche se la guerra terminò prima della loro fine. Comunque fino a che l'aeroporto di Port Stanley non fosse stato riparato occorreva che una portaerei stazionasse nella zona per proteggere l'area da possibili attacchi argentini. Tra le due portaerei presenti, la Invincible rimase in servizio in zona per molti mesi, mentre la Hermes rientrava alla base. Non appena pronta, la Illustriuos venne inviata nel Sud Atlantico a dare il cambio alla Invincible ed entrò effettivamente in servizio mentre era già in viaggio per le Falklands. Una volta riparato l'aeroporto la Illustriuos ritornò nel Regno Unito per effettuare regolari crociera e periodo di prova, entrando formalmente in servizio il 20 marzo 1983.
Per il resto del decennio non partecipò più ad alcuna azione, ma continuò ad essere un bene di valore per la Royal Navy, partecipando ad esercitazioni in tutto il mondo. In questi anni ricevette numerosi miglioramenti, tra cui uno ski jump con un angolo più acuto per permettere agli Harrier di decollare con un carico utile maggiore.
Durante gli anni 1990 il suo compito principale fu di mantenere la no-fly zone sopra la Bosnia durante la guerra. Tutte e tre le portaerei della Royal Navy prestarono servizio a turno nell'area. Alla fine del secolo la Illustrious venne sottoposta a modifiche e manutenzioni estese del costo di oltre 12 milioni di sterline, tra cui la rimozione del sistema difensivo Sea Dart per aumentare la superficie del ponte e permettergli di imbarcare fino a 22 aerei, tra cui gli Harrier GR.7 e i Sea Harrier FA.2.
Nel 2000 prese parte alla Operation Palliser, il cui scopo era di restaurare la pace e la stabilità della Sierra Leone, conducendo una task force navale che comprendeva l'Ocean, l'Argyll, la Iron Duke, la Chatham e diverse navi ausiliarie.
Nell'autunno 2001 mentre partecipava all'esercitazione Saif Sareea II in Oman si verificò l'attentato terroristico al World Trade Center trasformando l'esercitazione in una missione di guerra. La Illustrious rimase in Medio Oriente, mentre altri elementi della sua task force rientrarono nel Regno Unito per riallestimenti. La Illustrious aveva imbarcato a bordo squadre di Royal Marines pronte per possibili operazioni in Afghanistan, che però non si verificarono fino a quando non venne sostituita dalla Ocean all'inizio del 2002. La Illustrious aveva comunque fornito un contributo di valore alle opzioni britanniche nel conflitto, fornendo un punto di lancio per le forze terrestri se questo si fosse reso necessario.
All'inizio 2003 venne ulteriormente aggiornata al Rosyth Dockyard. Lo ski jump venne completamente ricostruito, il sistema di comunicazione migliorato e la nave riconfigurata così da poter cambiare più rapidamente tra il ruolo di portaerei e quello di portaelicotteri. Questo aggiornamento avrebbe dovuto permetterle di rimanere in servizio fino al 2012 quando era prevista l'entrata in servizio della prima porterei classe Queen Elizabeth. Al termine dell'aggiornamento nel dicembre 2004 la Illustrious è ritornata a Portsmouth. Con la radiazione degli Harrier seguita a quella dei Sea Harrier, la nave è diventata di fatto una portaelicotteri.
Durante la crisi tra Israele e Libano del 2006 la Illustrious partecipò insieme alla HMS Gloucester all'evacuazione di civili britannici da Beirut. 

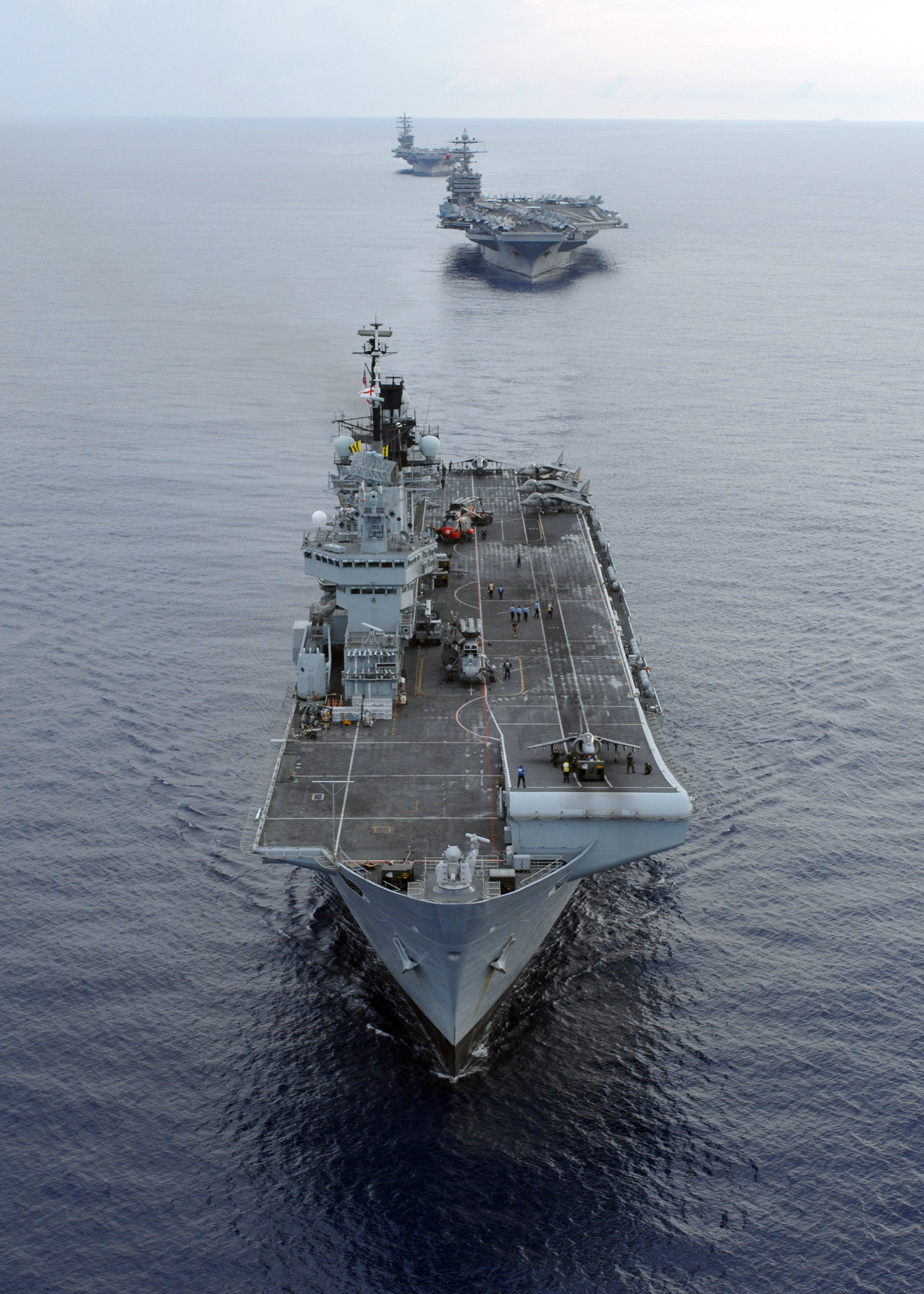
La Illustrious in formazione con le portaerei americane classe Nimitz and durante un Joint Task Force Exercise nell'Atlantico nel luglio 2007

Nel marzo 2007 ha preso parte a una serie di esercizi di volo di caccia ad ala fissa nel Mare del Nord al largo di Hartlepool. Durante queste esercitazioni sette membri dell'equipaggio vennero elitrasportati presso un ospedale sulla terra ferma in seguito ad un'intossicazione chimica. Nel giugno dello stesso anno, dopo esercitazioni nel Mar Baltico, ha visitato la città di Tallinn, capitale dell'Estonia, partecipando anche a delle esercitazioni. Nel mese di luglio ha partecipato ad un'esercitazione della US Navy sulla costa est degli Stati Uniti prima di fare ritorno a Portsmouth in agosto.
È stata radiata dal servizio attivo il 28 agosto 2014 nella base di Portsmouth.
Il 6 maggio 2016 il Ministero della Difesa britannico metteva in vendita l'unità per la successiva demolizione.